# 족 머호니

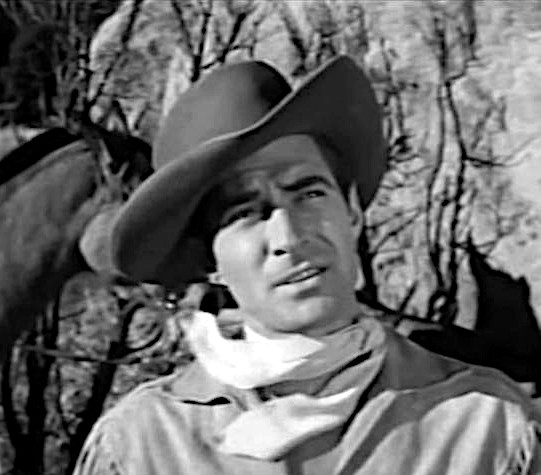

족 머호니(Jock Mahoney, 1919년 2월 7일 ~ 1989년 12월 14일)는 미국의 스턴트 배우이다.
시카고에서 태어났으며 브레머튼에서 사망하였다. 사인은 뇌졸중이다.

## 영화
- 더 폴 가이 (1981년)
- 디 엔드 (1978년)
- 톰 (1973년)
- 샌프란시스코 수사반 (1972년)
- 119 구조대 (1972년)
- 타잔 론 엘리 편 5 (1970년)
- 하와이 5-0수사대 (1968년)
- 반도레로 (1968년)
- 내스티 보이스 (1966년)
- 배트맨 - 66년 TV 시리즈 (1966년)
- 정글왕 타잔 (1963년)
- 타잔 - 조크 마호니 편 1 (1962년)
- 타잔의 위기 (1960년)
- 사랑할 때와 죽을 때 (1958년)
- 랜드 언노운 (1957년)
- 전송가 (1957년)
- 호다운 (1950년)